# 1599 en arts plastiques
| Années des arts plastiques : 1596 - 1597 - 1598 - 1599 - 1600 - 1601 - 1602    |
| Décennies des arts plastiques : 1560 - 1570 - 1580 - 1590 - 1600 - 1610 - 1620 |

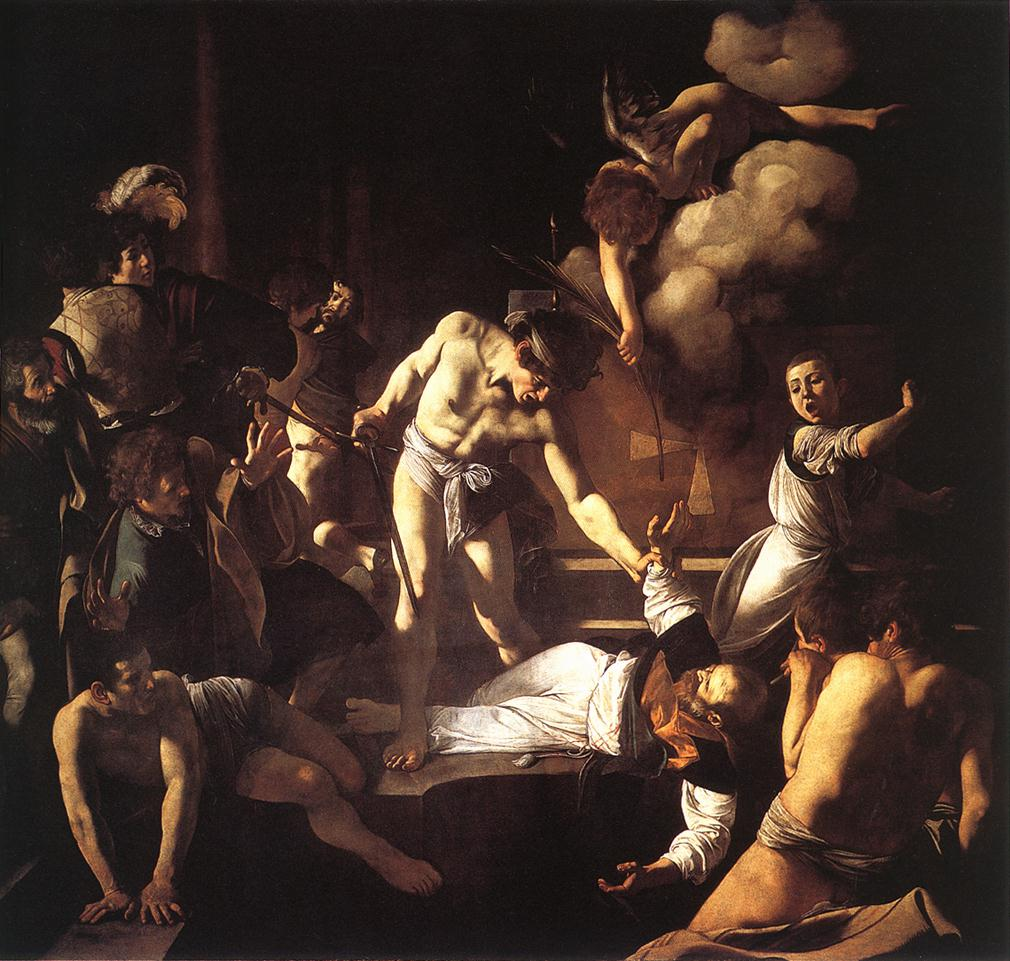
Le Caravage - Martyre de Saint Mathieu (1599 - 1600).

Cette page concerne l'année 1599 en arts plastiques.

## Naissances
- 20 janvier : Théodore de Sany, carillonneur bruxellois et peintre († 9 novembre 1658),
- 22 mars : Anthony Van Dyck, peintre et graveur flamand († 9 décembre 1641),
- 6 juin : Diego Vélasquez, peintre espagnol († 6 août 1660),
- 30 août : Willem Cornelisz. Duyster, peintre néerlandais († 31 janvier 1635),
- ? :
  - Francisco Collantes, peintre d'histoire, de compositions religieuses, de paysages, de natures mortes et de fleurs espagnol († 1656),
  - Bartolomeo Coriolano, graveur italien († 1676),
  - Pieter Van Laer, le Bamboccio, peintre hollandais († 1642),
- Vers 1599 :
  - Adriaen Matham, graveur, marchand d'art, peintre et éditeur néerlandais († 23 novembre 1660).

## Décès
- 29 décembre : Valerio Cigoli, sculpteur italien (° 1529),
- ? :
  - Antoine Caron, maître verrier, illustrateur et peintre maniériste français de l’école de Fontainebleau (° 1521),
  - Wendel Dietterlin, peintre, ornemaniste et graveur germanique (° 1551),
  - Giuseppe Meda, peintre maniériste, architecte et ingénieur hydraulique italien  (° vers 1534),
  - Pierre Woeiriot, peintre, sculpteur, graveur sur cuivre et médailleur français (° 1532),
- Vers 1599 :
- Antonio Capulongo, peintre italien de l'école napolitaine (° vers 1549).